# Chelonoidis hoodensis
Chelonoidis hoodensis — вид черепах з родини суходільних черепах (Testudinidae).

## Поширення
Ендемік Галапагоських островів. Поширений лише на острові Еспаньйола. Острів займає площу 60,5 км², а площа ареалу виду становить лише 6 км².

### Чисельність
Оціночно, до появи людини на Галапагоських островах, на острові Еспаньйола жило 2400 черепах Chelonoidis hoodensis. До 1960-х років загальна популяція виду зменшилася до 15 зрілих дорослих тварин (12 самиць і трьох самців). З 1977 року запрацювала програма переселення черепах із зоопарків у дику природу. Загалом за 40 років переселено 1837 тварин, з них близько 400 нестатевозрілих черепах випущено на сусідньому острові Санта-Фе, який раніше був заселений вимерлим неописаним видом черепах. За даними, 2008 року загальна популяція виду оцінювалася у 800 особин. Популяція є генетично виснаженою, тому вид знаходиться під загрозою вимирання.

## Спосіб життя
Сухопутний вид, пристосований для живлення кактусами та іншими ксерофітними рослинами. Панцир сідлоподібної форми. Статевої зрілості досягає у віці 20 років, живе приблизно до 60 років.